# Vijayawada
Vijayawada, tên trước đây là Bezwada, là thành phố ở Đông Nam Ấn Độ, ở bang Andhra Pradesh, bên sông Krishna (cũng gọi là Kistna). Đây là một giao lộ đường sắt quan trọng và là một trung tâm hành chính của khu vực. Thành phố có các ngành công nghiệp như sản xuất đồ chơi, bông. Dân số hơn 1 triệu người.